# Pretty Guardian Sailor Moon Eternal – A film
A Pretty Guardian Sailor Moon Eternal - A film (劇場版「美少女戦士セーラームーンEternalエターナル」; Gekidzsóban Biszódzsó Szensi Szérá Mún Etánaru; Hepburn: Gekijōban Bishōjo Senshi Sērā Mūn Etānaru) egy 2021-ben bemutatott kétrészes egész estés japán animációs film, mely Takeucsi Naoko "Sailor Moon" című mangájának negyedik, "Dream" történetszálából készült. Közvetlen folytatása a Sailor Moon Crystal című animesorozatnak. A filmet Kon Csiaki rendezte, a forgatókönyvet Fudejaszu Kazujuki írta, Takeucsi Naoko felügyelete mellett, az animációt pedig a Toei Animation és a Studio Deen közösen készítették. Az első rész 2021. január 8-án, a második február 11-én került bemutatásra Japánban. Magyarországon a Netflix tette elérhetővé feliratosan 2021. június 3-án.
A film a franchise első moziban bemutatott része a 26 évvel korábban megjelent Sailor Moon SuperS film óta, amely szintén a "Dream" történetszálon alapul, azonban sem ahhoz a filmhez, sem az 1992-es animesorozathoz nincs köze, hanem mangahű adaptáció lévén sötétebb cselekménnyel bír.

## Cselekmény

### 1. rész
A történet ott folytatódik, ahol a Sailor Moon Crystal Season III sorozat abbahagyta. Áprilisban napfogyatkozás kezdődik. Miközben a Hold teljesen kitakarja a Napot, Uszagi, Csibiusza, és Mamoru különös látomást látnak egy Pegazusról, aki Héliosznak nevezi magát. Miközben Mamoru furcsa fájdalmat érez a mellkasában, egy társulat, a Dead Moon Circus érkezik a városba. Tanyát vernek, sátrukat pedig egy sötét energiával bíró pajzzsal veszik körül.
Aznap éjjel Csibiusza Héliosszal álmodik, aki ad neki egy csengőt azzal, hogy ha szüksége van rá, csak csengessen. Egyben elmondja neki, hogy szüksége van az Aranykristályra, hogy megmenthesse Elysiont, az álmok földjét. Másnap Csibiusza vissza akar menni a 30. századba, de nem sikerül neki - a próbálkozása viszont felkelti a cirkusz artistáinak, az Amazoness Quartet-nek a figyelmét, akik egy tigrist küldenek a helyszínre, utánajárni, hogy honnan származik a rejtélyes energia. Uszagi és Csibiusza újonnan keletkezett erejükkel Super Sailor Moon-ná és Super Sailor Chibi Moon-ná alakulnak, és felveszik a harcot az amazonokkal, akik lemurokat, a rémálmok megtestesítőit küldik ellenük. Könnyen elbánnak velük, ám a megérkező Mamoru váratlanul összeesik, az egyik amazon, PallaPalla pedig felcseréli Uszagi és Csibiusza életkorát.
A cirkusz vezetője, Cirkónia, valójában egy nála is hatalmasabb úrnőnek, Nehellénia királynőnek a parancsait teljesíti. Azt a feladatot kapja, hogy a holdharcosokra szabadítson rémálmokat, s így lefegyverezve őket végre meg tudják kaparintani az Ezüstkristályt. PallaPalla varázslat segítségével létrehozza három állatból az Amazon Triót, hogy a holdharcosok álmaiba bejutva győzzék le őket. Elsőnek Amit támadja meg Halszem és kelt előtte hamis képeket arról, hogy az édesanyja mennyire elhanyagolja őt és mennyire egyedül volt mindig is. Ám a lelkében rejtőző őrangyal magához téríti őt, és új képességeket ad neki. Sailor Moon és Sailor Chibi Moon, akik átváltozásukkor megtörik az életkor-felcseréléssel járó átkot, legyőzik őt. Következő alkalommal Rei-t környékezi meg Tigrisszem, miközben a lányok a cirkuszban vizsgálódnak - le akarja őt téríteni a harcoslét útjáról. Őt a szentély két varja, az emberi alakot nyert Phobos és Deimos mentik meg és adnak neki új erőt. A harmadik támadás áldozata Makoto lenne, akit Sólyomszem próbál eltéríteni az útjáról, ám ő sem jár sikerrel. A trió másik két tagjával szemben Sólyomszemnek is voltak álmai, és azt kéri halála előtt Makotótól, hogy sose hagyja el az álmait.
Mamorunak a kórházban azt mondják, hogy egy árnyék van a tüdején, de nem meri elmondani Uszaginak, mert fél tőle, hogy csak hátráltatná a lányt. Héliosz elmondja, hogy a betegségének az oka Nehellénia átka, ami fekete rózsa képében jelenik meg, ez az átok sújtja őt is, és ezért van most is fogságban Pegazus képében, ahonnét a szellemének a kivetülésével tud csak kiszabadulni egy rövid időre. Uszagi kijelenti, hogy nem hagyja cserben Mamorut és megöleli őt, amivel a fiút sújtó átkot magára vonja, s ő is vért kezd el köhögni.
Mindezalatt Minako képtelen átváltozni, és elkezd kételkedni abban, hogy jó vezetője-e a harcosoknak. Kapóra jön neki az Amazoness Quartet újabb csapdája, ahol egy meghallgatáson kell veszélyes helyzetbe keverednie. Egy emelvényről majdnem a mélybe zuhan, ám a hirtelen emberi alakot nyerő Artemisz megmenti őt. Artemisz átadja neki a kristályát, aminek hatására ő is képes lesz átváltozni és legyőzni az ellenséget. Csakhogy az Amazoness Quartet ekkor indák segítségével csapdába ejti a holdharcosokat, Uszagi az őt sújtó átok miatt harcképtelenné válik, Cirkónia pedig elkezdi a Földre szabadítani az árnyakat.
A stáblista utáni jelenetben Hotaru a második eljövetelről beszél.

### 2. rész
A Sailor Moon Crystal Season III eseményei után a külső holdharcosok elmentek, hogy új életet kezdhessenek, és felnevelhessék a kis Hotarut. Azonban a gonosz erejének növekedésével Hotaruban feltámad Sailor Saturn, aki megadja Harukának, Micsirunak, és Szecunának is az új harcosi erőt, hogy segíteni tudjanak a többieknek. Sikeresen megmentik a barátaikat, ám a helyszínre érkező Sailor Moon-t és az Álarcos Férfit súlyosan megsebesíti Cirkónia. Hogy megmentse az életüket, Héliosz a maradék erejével Elysionba viszi őket. Chibi Moon és Saturn szembenéznek az Amazoness Quartettel, Saturn pedig elmondja nekik, hogy őket is megrontotta a gonosz hatalom, és magukhoz kell térniük. Ám erre nem kerül sor, mert Cirkónia négy üveggömbben ejti őket csapdába, Chibi Moon-t és Saturnt két üvegszilánkban, és őket elteleportálja Nehellénia tükrébe.
Elysionban Héliosz elmondja, hogy ő az itteni Arany Királyság főpapja, amelynek hercege annak idején Endymion volt, Mamoru múltbeli énje. Az Aranykristály, amit keresnek, nem más, mint az Ezüstkristály földi megfelelője. Uszagi rájön, hogy a kristály Mamoru testében van. Héliosz visszaküldi őket a Földre, ahol Cirkóniával csapnak össze. Héliosz utolsó erejével megszünteti a Cirkónia által keltett halálos ködöt, de ezután meghal. Sailor Moon Cirkónia után ered a tükörvilágba és megmenti Chibi Moon-ékat.
A Dead Moon Circus ugyan eltűnik, de a sötétség megmarad. Rájönnek, hogy azért, mert Nehellénia már Elysionban van. Odamennek, ahol valóban ott van, és egy visszavert támadás során felfedi a múlt sötét titkait: Serenity hercegnő születésekor ő is tiszteletét tette, de csak a sötétséget akarta ott is terjeszteni, mint Serenity királynő sötét ellenpárja. A királynő a bűneiért a tükörbörtönbe zárta Nehelléniát, aki utoljára még megátkozta az Ezüst Millennium királyságát (mely ezután ténylegesen el is bukott).
Nehellénia megszerzi ugyan az Ezüstkristályt, de azt nem tudja gonosz céljaira használni, mert Uszagi és Mamoru szerelme megtöri a rémálmok ködét. A többi harcos, az emberi alakot öltött Luna, Artemisz, és Diana, valamint az Aranykristály erejének a segítségével Uszagi átváltozik egy új alakba, Eternal (Időtlen) Sailor Moon-ná. Nehellénia és a tükre megsemmisül, a Dead Moon Circus eltűnik, a Föld és Elysion felszabadul az átok hatása alól, Héliosz pedig kiszabadul a börtönéből. Chibi Moon az erejét használva feltámasztja őt, minek hatására Héliosz rájön, hogy a keresett hajadon mindvégig ő volt. Sailor Moon felszabadítja az Amazoness Quartet-et is, akikről kiderül, hogy a jövőben ők lesznek Chibi Moon harcoscsapata: Sailor Ceres, Sailor Pallas, Sailor Juno és Sailor Vesta, akiknek még nem lett volna szabad felébredniük. Újra mély álomba merülnek, hogy akkor ébredjenek fel, ha Chibi Moon végre igazi holdharcos lesz. Héliosz mindannyiukat visszavezeti a Földre, majd búcsút vesz tőlük, és megígéri Csibiuszának, hogy még találkoznak egyszer.
A film végén utalás történik a történet folytatására, amikor is Uszagiék arról beszélnek, hogy minden emberben egy fényesen ragyogó csillag fénye rejtőzik.

## Szereplők
| Karakter                      | Japán hang                              |
| ----------------------------- | --------------------------------------- |
| Cukino Uszagi / Sailor Moon   | Micuisi Kotono                          |
| Luna                          | Hirohasi Rjó                            |
| Csiba Mamoru / Álarcos Férfi  | Nodzsima Kendzsi Tamura Mucumi (fiatal) |
| Mizuno Ami / Sailor Mercury   | Kanemoto Hiszako                        |
| Hino Rei / Sailor Mars        | Szató Rina                              |
| Kino Makoto / Sailor Jupiter  | Kosimizu Ami                            |
| Aino Minako / Sailor Venus    | Itó Sizuka                              |
| Artemisz                      | Murata Taisi                            |
| Csibiusza / Sailor Chibi Moon | Fukuen Miszato                          |
| Diana                         | Nakagava Soko                           |
| Meió Szecuna / Sailor Pluto   | Maeda Ai                                |
| Kaió Micsiru / Sailor Neptune | Ohara Szajaka                           |
| Tennó Haruka / Sailor Uranus  | Minagava Junko                          |
| Tomoe Hotaru / Sailor Saturn  | Fudzsi Jukijó                           |
| Pegazus / Héliosz             | Macuoka Josicugu                        |
| Nehellénia                    | Nanao                                   |
| Cirkónia                      | Vatanabe Naomi                          |
| Halszem                       | Aoi Souta                               |
| Tigrisszem                    | Hino Szatosi                            |
| Sólyomszem                    | Tojonaga Tosijuki                       |
| CereCere / Sailor Ceres       | Ueda Reina                              |
| PallaPalla / Sailor Pallas    | Morohosi Szumire                        |
| JunJun / Sailor Juno          | Hara Juko                               |
| VesVes / Sailor Vesta         | Takahasi Rie                            |

### További szereplők
| Karakter          | Japán hang        |
| ----------------- | ----------------- |
| Xenotime          | Azakami Johei     |
| Zeolite           | Arai Rjóhei       |
| Phobos            | Tagucsi Kanami    |
| Deimos            | Jamane Sime       |
| Ami édesanyja     | Sindó Naomi       |
| Rei nagyapja      | Kakegava Hirohiko |
| Serenity királynő | Kojama Mami       |

## Készítése
2017. január 25-én bejelentették, hogy a Sailor Moon franchise 25. születésnapja alkalmából folytatódik a Sailor Moon Crystal anime. Június 30-án derült ki, hogy a negyedik évadnak készülő Dead Moon Arc, (a mangában Dream Arc) nem egy sorozat, hanem egy egész estés film lesz, méghozzá két részre szedve. Kon Csiaki, aki a Season III egyes részeit is rendezte, csatlakozott a film stábjához.
2018. június 30-án jelentették be, hogy elkezdődtek a munkálatok. Tadano Kazuko, a karakterdizájnért felelős rajzoló, aki az első két évadért, valamint a Sailor Moon R filmért is felelt, elmondta, hogy a karakterek külsejét a Crystal anime stílusától inkább az eredeti, 1992-es anime felé kívánják eltolni. Ekkoriban a film címe még "Sailor Moon Crystal: The Movie -Dead Moon arc-" volt. A végleges címet csak 2019-ben jelentették be.
A Sailor Moon Crystal szinte teljes szinkronstábja visszatért, egy kivétellel: Artemisz szerepében Murata Taisi váltotta Óbajasi Johejt. Nehellénia szerepére az ismert japán színésznőt és modellt, Nanaót nyerték meg.

## Zene
Takanasi Jaszuharu komponálta a dalokat. A főcímdal a "Moon Color Chainon", amit a Momoiro Clover Z ad elő a Sailor5Guardians-szal közösen. A dalszöveget Takeucsi Naoko írta, méghozzá álnéven, Sirobara Szumie néven. Az első rész záródala a Sailor Moon SuperS-ből már ismert Watashi-tachi ni Naritakute ("Veled szeretnék lenni"), amit Isida Jokó énekel (ő énekelte a Sailor Moon sorozat "Otome no Policy" című dalát is). A második rész záródala szintén a sorozatból származik, ez a "Rashiku" Ikimasho ("Mint önmagam megyek"), amit Anza énekel. A tizenegy dalból álló Pretty Guardian Sailor Moon Eternal: The Movie Character Song Collection: Eternal Collection című kiadvány 2021. február 20-án jelent meg, köztük a tíz harcos előadásában szóló bónuszdal, a "Moon Effect".

## Megjelenés
Eredetileg 2020. szeptember 11-én mutatták volna be, de a koronavírus-világjárvány miatt elhalasztották. Az első rész így 2021. január 8-án, a második február 11-én jelent meg. DVD-n és Blu-ray-en 2021. június 30-án adták ki. A Netflix megszerezte a nemzetközi forgalmazás jogát és 2021. június 3-án mutatta be világszerte, köztük Magyarországon is. Több nyelvre is leszinkronizálták, az angol változat különlegessége, hogy szinte kivétel nélkül az újraszinkronizált eredeti anime szinkronszínészei szerepelnek benne.

## Fordítás
- Ez a szócikk részben vagy egészben  a   Sailor Moon Eternal című angol Wikipédia-szócikk ezen változatának fordításán alapul.  Az eredeti cikk szerkesztőit annak laptörténete sorolja fel. Ez a jelzés csupán a megfogalmazás eredetét és a szerzői jogokat jelzi, nem szolgál a cikkben szereplő információk forrásmegjelöléseként.

## Forráshivatkozások
1. ↑  1st Sailor Moon Eternal Film Delayed to January 8 With 2nd Film Scheduled for February 11 (angol nyelven). Anime News Network. (Hozzáférés: 2021. június 2.)
2. ↑  Netflix Streams Sailor Moon Eternal Anime Films on June 3 (angol nyelven). Anime News Network. (Hozzáférés: 2021. június 2.)
3. ↑  „劇場版「美少女戦士セーラームーンEternal」公式サイト” (japán nyelven).
4. ↑  Sailor Moon Crystal Anime Gets Sequel (angol nyelven). Anime News Network. (Hozzáférés: 2021. június 2.)
5. ↑  Sailor Moon Crystal Anime's 4th Season Revealed as 2-Part Film Project (angol nyelven). Anime News Network. (Hozzáférés: 2021. június 2.)
6. ↑  Sailor Moon Crystal Films Bring Back Original Sailor Moon Character Designer Kazuko Tadano (angol nyelven). Anime News Network. (Hozzáférés: 2021. június 2.)
7. ↑  劇場版『美少女戦士セーラームーンEternal』：美少女戦士セーラームーン 25周年プロジェクト公式サイト (japán nyelven). 美少女戦士セーラームーン 25周年プロジェクト公式サイト. (Hozzáférés: 2021. június 2.)
8. ↑  „劇場版「美少女戦士セーラームーンEternal」《前編》予告映像60秒／/Pretty Guardian Sailor Moon Eternal The Movie Trailer” (hu-HU nyelven).
9. ↑  Komatsu, Mikikazu: Momoiro Clover Z Performs Sailor Moon Eternal Film's Theme Song with The Five Main VAs (amerikai angol nyelven). Crunchyroll. (Hozzáférés: 2021. június 2.)
10. ↑  劇場版「美少女戦士セーラームーンEternal」テーマソング「月色Chainon」：美少女戦士セーラームーン 25周年プロジェクト公式サイト (japán nyelven). 美少女戦士セーラームーン 25周年プロジェクト公式サイト. (Hozzáférés: 2021. június 2.)